# Сельское хозяйство Туркменистана

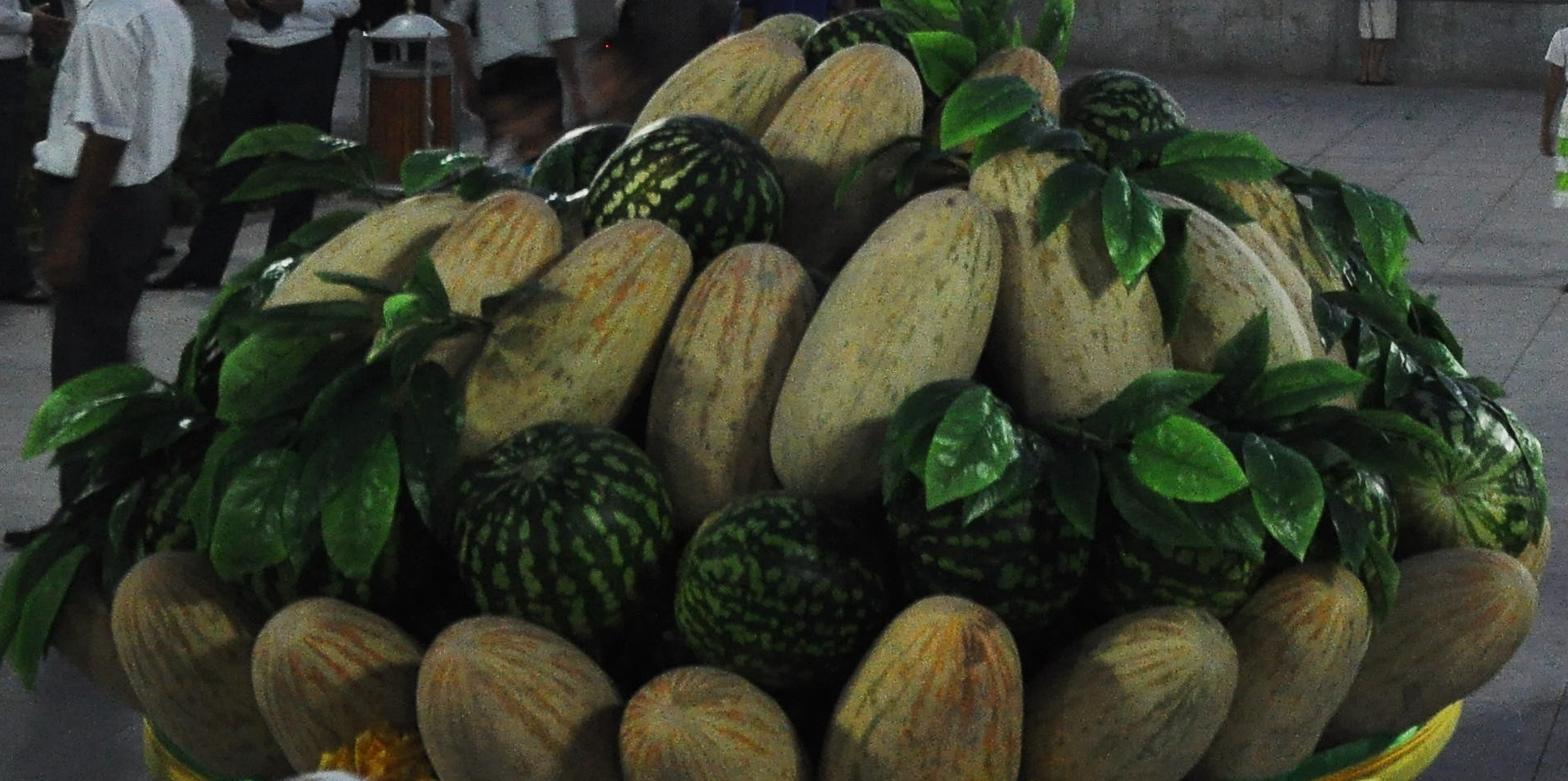
Арбузы и дыни в Туркменистане

Сельское хозяйство в Туркменистане является значительным сектором экономики, на долю которого приходится 12,7 % ВВП. 48,2 % рабочей силы используется в сельском хозяйстве. Тем не менее, для этих целей используется только 4 % земель страны.
Из-за засушливого климата орошение необходимо почти для всех обрабатываемых земель. Незначительные зерновые культуры пшеницы, цитрусовых, фиников, инжира, дынь, гранатов, оливок и сахарного тростника выращиваются в некоторых частях страны. Кунжут и фисташки также выращиваются в меньших количествах. Двумя наиболее значительными культурами являются хлопок, выращиваемый на половине орошаемых земель страны, и пшеница. Хотя ранее Туркменистан была 10-м крупнейшим производителем хлопка в мире, экспорт сократился на 50 % в последние годы. Это связано в значительной степени с экологическими трудностями орошения в условиях пустыни. Выращивание хлопка в Туркменистане требовало отвода большого количества воды из реки Амударья, а также внесения большого количества удобрений в реку. В результате выращивание хлопка в Туркменистане является одним из факторов, вызывающих высыхание Аральского моря .
Животноводство составляет большую часть сельского хозяйства в Туркменистане, несмотря на то, что засушливый климат создает трудности в производстве достаточного количества корма для животных. Большинство животных в стране — овцы (обычно каракульской породы), которые в основном выращиваются для шерсти и шкур. Также разводятся куры, крупный рогатый скот, козы и свиньи.
Ахалтекинские лошади также выращивается в Туркменистане и является источником национальной гордости. Они изображены на гербе Туркменистана.

## Реструктуризация

Ферма в Туркменистане вблизи города Керки (1995)

До 1991 года сельское хозяйство в Туркменской ССР, как и во всех союзных республиках, было организовано по двойной системе, в которой крупные колхозы и совхозы сосуществовали в симбиотических отношениях с индивидуальным хозяйством в подсобном хозяйстве. Процесс перехода к рыночной экономике, начавшийся в Туркменистане после 1992 года, привёл к созданию новой категории крестьянских хозяйств среднего размера, известных как дехканские (фермерские) хозяйства (туркм. daýhan hojalyk), с небольшими приусадебными участками и крупными фермерскими хозяйствами. В 2002 году в Туркменистане насчитывалось более 5000 таких частных хозяйств, общая площадь которых составляла 81 000 гектаров. Бывшие колхозы и совхозы были преобразованы в 1996—1997 годах в ассоциации арендаторов. Так называемые «крестьянские объединения» (туркм. daýhan berleshik) были организованы указом президента вместо традиционных колхозов и совхозов, и каждой ассоциации было поручено передать свои обширные поля отдельным арендаторам (обычно главам семей). Средняя площадь в крестьянском товариществе составляет 4 га, в то время как ферма дехканов составляет в среднем 16 га.
Конституция 1992 года признавала частную собственность на землю. Тем не менее, Земельный кодекс, который толкует конституцию по земельным вопросам, предусматривает, что частная земля в Туркменистане не подлежит передаче: её нельзя продавать, отдавать в дар или обменивать. Таким образом, понятие частной собственности на землю в Туркменистане отличается от общепринятого в рыночной экономике, где право собственности подразумевает полную передачу прав собственности. В практическом плане вся земля в Туркменистане контролируется государством, и в основном это государство, которое предоставляет права землепользования как арендаторам, так и фермерам дехканам. Распределение прав землепользования, как правило, включает в себя назначение годовых целей производства хлопка и пшеницы. Арендаторы получают права на использование земли от государства через посредство местного крестьянского объединения (срок аренды обычно составляет 5-10 лет). Аренда не подлежит передаче: если семья не может заниматься сельским хозяйством, арендованная собственность возвращается в ассоциацию для повторного назначения. Дехканские фермеры получают землю напрямую от государства. Первоначально земля предоставляется в праве пользования, но как только фермер установил рекорд успешного ведения сельского хозяйства (в течение двух-трех лет), земля передаётся в «частную собственность», и фермер получает специальный «сертификат собственности на землю» от власти. Если фермеру не удаётся достичь удовлетворительных результатов, земля может быть отобрана государством, даже если он имеет статус частной собственности.